# Utricularia spinomarginata
Utricularia spinomarginata este o specie de plante carnivore din genul Utricularia, familia Lentibulariaceae, ordinul Lamiales, descrisă de Piyakaset Suksathan și Amp; J.Parn.. Conform Catalogue of Life specia Utricularia spinomarginata nu are subspecii cunoscute.